# Кмитівський проїзд (Житомир)
Кмитівський проїзд — проїзд в Корольовському районі міста Житомир.

## Розташування
Знаходиться на теренах Смоківки — Мар'янівки, неподалік хутора Затишшя. З'єднує Руданську вулицю з Вересовим проїздом.

## Історія
Забудова почала формуватися на початку 1990-х років.
Проїзд отримав чинну назву у 1993 році.